# Ferruccio Vignanelli
Ferruccio Vignanelli (* 4. Oktober 1903 in Civitavecchia; † 5. Mai 1988 in Rom) war ein italienischer Organist, Cembalist und Musikpädagoge.

## Leben und Werk
Ferruccio Vignanelli studierte zunächst bei dem Pianisten Pietro Boccaccini. Er studierte seit 1918 am Päpstlichen Institut für Kirchenmusik in Rom. Seine Lehrer waren hier unter anderem Cesare Dobici, Licinio Refice und Raffaele Manari. Er schloss dort mit einem Diplom in den Fächern Gregorianischer Gesang, Komposition und Orgel ab.
Ferruccio Vignanelli unterrichtete ab 1933 Orgel am Päpstlichen Institut für Kirchenmusik in Rom und von 1952 bis 1973 Cembalo am römischen Konservatorium „Santa Cecilia“. Gleichzeitig trat er in Konzerten mit den beiden genannten Instrumente auf. Er wirkte von 1923 bis 1947 als Organist in den römischen Kirchen S. Luigi dei Francesi und von 1928 bis 1958 S. Carlo a’ Catinari.
Ferruccio Vignanelli heiratete 1955 die Cembalistin und Organistin Hedda Illy. Er war Vater des Cellisten Francesco Vignanelli und der Cembalistin Barbara Vignanelli. Als bemerkenswert gilt Vignanellis Beitrag zur Erforschung der historischen Aufführungspraxis und zur Verbreitung der Cembalomusik in der italienischen Konzertszene des 20. Jahrhunderts.